# Pico Patrich

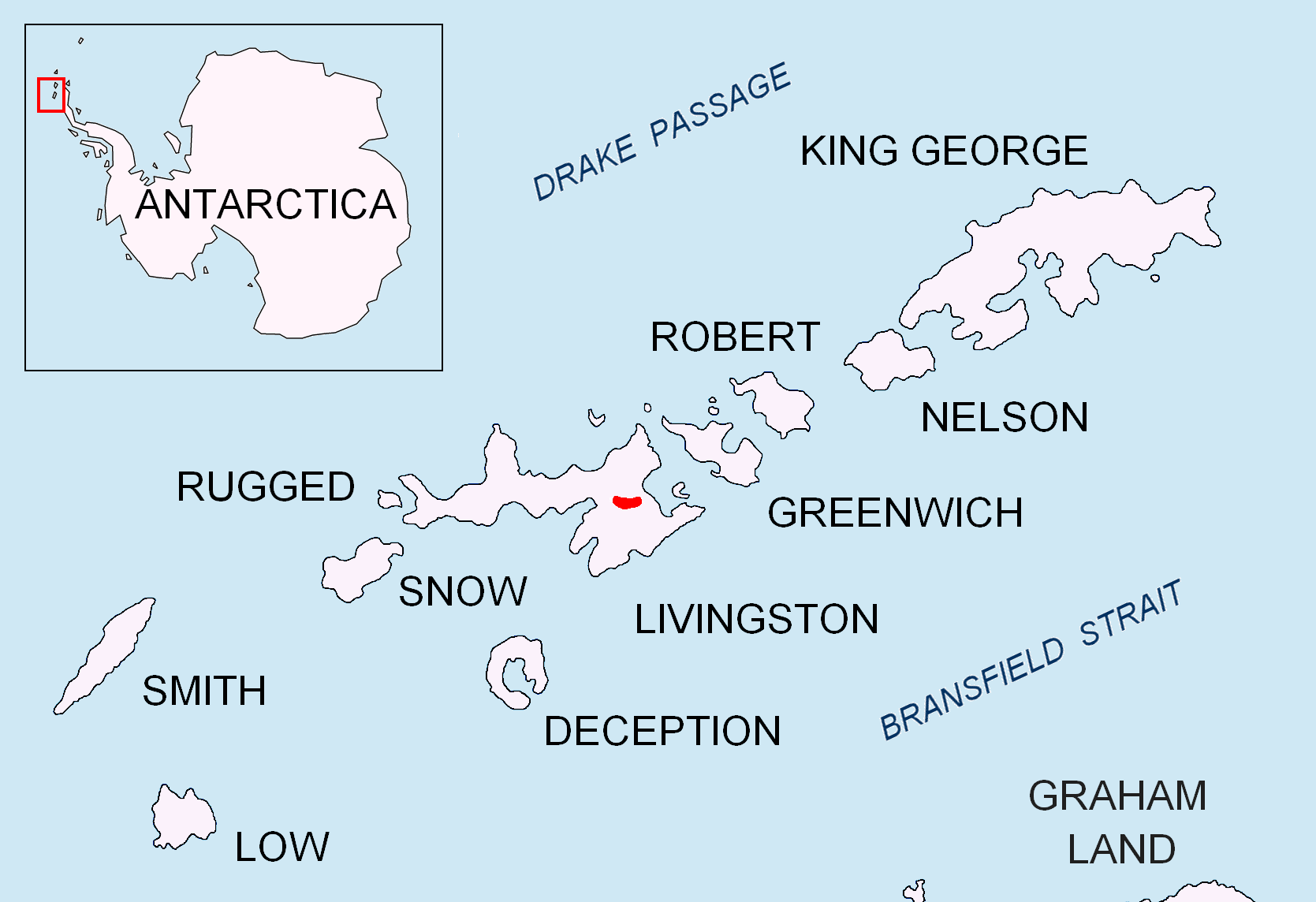
Localização do Cume bowles, na ilha de Livingston, nas ilhas Chetland do Sul.

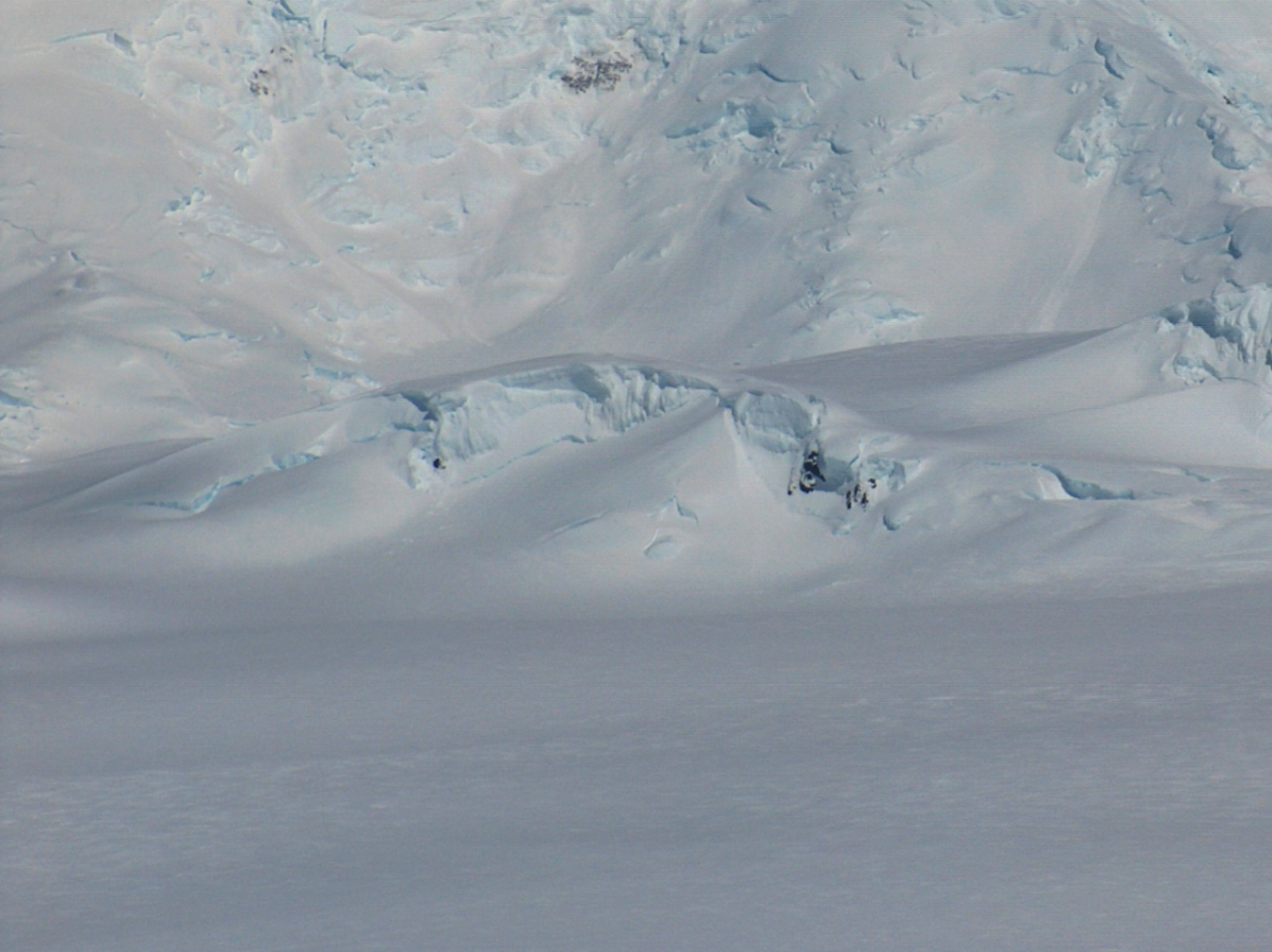
Pico de Petrich do Zemen Knoll, com as Montanhas Tangra ao fundo.

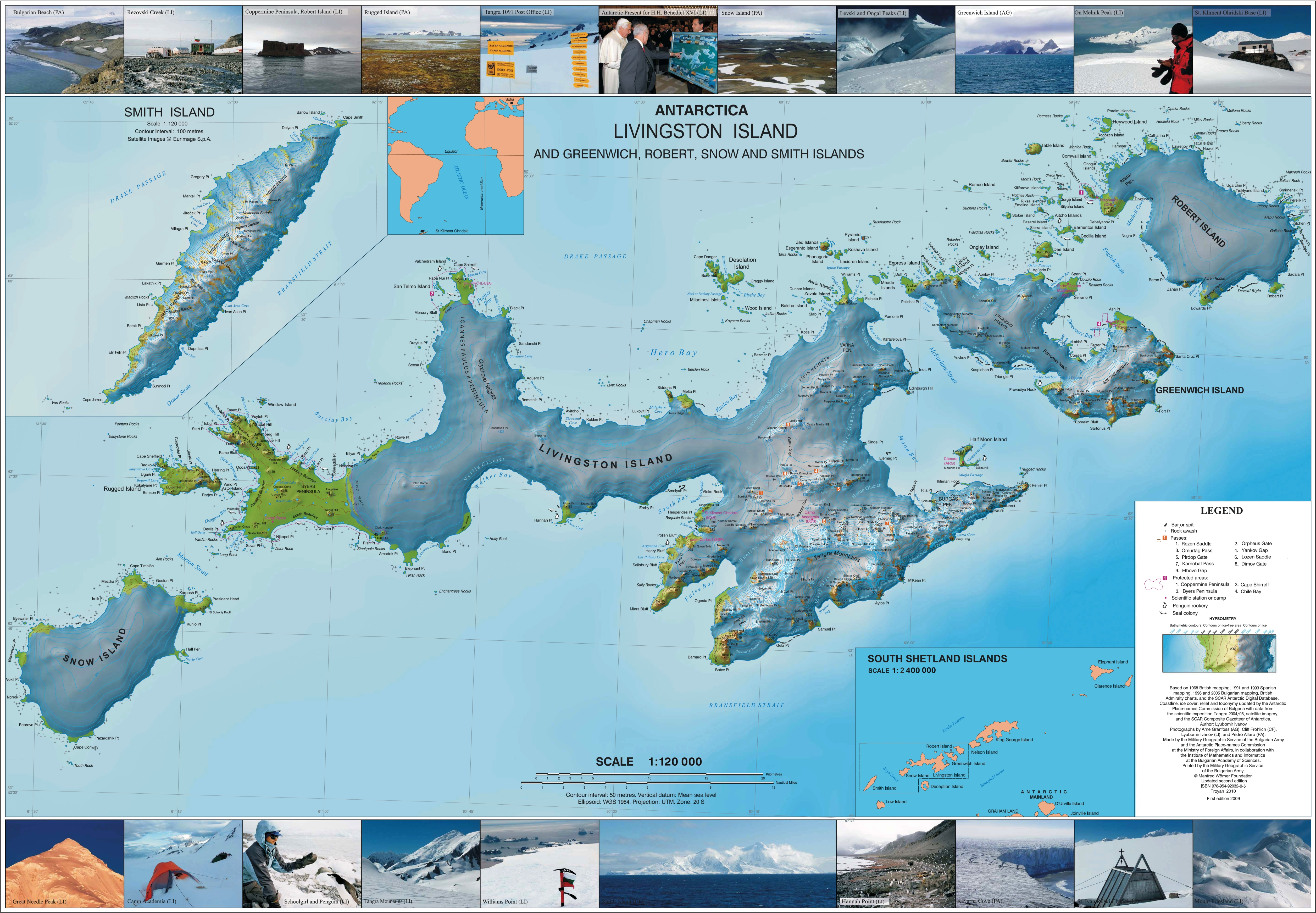
Mapa topográfico das Ilhas Livinston, Greenwich, Robert, Snow e Smith.

Pico de Petrich ( em búlgaro:  връх Петрич) é um pico de altitude de 760 m coberto por gelo de no centro de Cume Bowles, na ilha de Livingston, nas ilhas Shetland do Sul, Antártica, que recebeu o nome da cidade de Petrich, no sudoeste da Bulgária . 

## Localização
O pico está localizado a 62° 36′ 56″ S, 60° 10′ 39″ O   m que fica a 400 m a leste de Pico Ticha, 1,98 km a sudoeste do pico de Melnik e 1,25   km a oeste do cume do pico de Asparuh (pesquisa topográfica búlgara Tangra 2004/05 ). 

## Mapas
- LL Ivanov et al. Antártica: Livingston Island e Greenwich Island, Ilhas Shetland do Sul . Escala 1: 100000 mapa topográfico. Sofia: Comissão Antártica de Nomes de Lugares da Bulgária, 2005.
- LL Ivanov. Antártica: Ilhas Livingston e Greenwich, Robert, Snow e Smith. Escala 1: 120000 mapa topográfico. Troyan: Fundação Manfred Wörner, 2009. ISBN 978-954-92032-6-4